# Павловская суконная фабрика
Павловская суконная фабрика — предприятие, которое существовало на территории села Павловская слобода Истринского района. Архитектурный ансамбль фабрики, сохранившийся до наших дней, создавался в XIX веке.

## История
В 1730 году владельцем села Павловская Слобода стал Павел Иванович Ягужинский. Его отцом был бедный органист из Литвы. Свою карьеру Павел Ягужинский начинал как чистильщик сапог, но вскоре он сделал успешную карьеру на военной службе. В Павловской Слободе Павел Ягужинский основал фабрику, которая выпускала сукно. Его женой была Анна Гавриловна Головкина, которая за участие в Лопухинском деле была сослана в Якутск. Именно эта история стала основой фильма «Гардемарины, вперед!». При Павле Ягужинском на фабрике работало около 200 рабочих. За свою работу они получали плату.

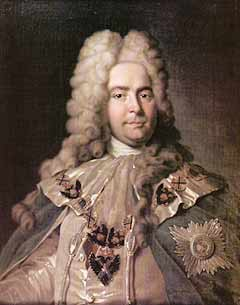
Павел Иванович Ягужинский

После Павла Ивановича собственником фабрики стал его сын Сергей. Он старался расширить производство, но потерпел неудачу из-за введения государственной монополии на сукно и своего образа жизни. В 1800 году император Павел I выкупил фабрику и решил на этом месте построить казенное суконное предприятие — здание из красного кирпича с белыми колоннами. Новая фабрика была рассчитана на две тысячи человек. На территории фабрики была сушильня, ворсильня, стригальня, литейный корпус, прессовая, прядильно-чесально-паровой корпус. Когда фабрикой владел Ягужинский, предприятие работало на водяной мельнице. С начала XIX века на ней работал паровой котел. Весной 1803 года на фабрике работало около 3000 приписных крестьян, в том числе 240 землепашцев и 578 безземельных. Теперь крестьяне не должны были платить оброк, фабрика покрывала подушные и другие государственные подати, летом можно было взять расчёт для того, чтобы проводить полевые работы. Если рабочий уходил на промысел, он получал от фабрики отпускной билет на право осуществлять временную работу для прокормления. С каждого такого человека брали по 10 рублей на месяц. Положение рабочих фабрики было достаточно тяжёлым и они все чаще в открытую говорили о том, что их не устраивает. Рабочие фабрики в январе 1803 года подали жалобу на имя императора и рассказали, какие притеснения они испытывают со стороны директора фабрики, в частности то, что директор фабрики отобрал у них большое количество земли. Московский генерал-губернатор в своем рапорте императору от 15 января писал про 11 крестьян, которых осудили за то, что они выказывали непослушание директору фабрики. Московская палата уголовного суда вынесла решение про арест этих рабочих и наказание — 25 ударов плетьми. Для исполнения этого решения пришлось ввести две роты Шлиссельбургского мушкетерского полка, иначе исполнение этого решения не было бы возможным. В феврале 1805 года рабочие написали московскому генерал-губернатору и сообщили о том, что господин Серебряков доводит их до сильной нищеты, забирая ежедневно на фабрику для исполнения разных работ, а заработка с этого ни на что не хватает.
В ткацком корпусе фабрики работало 80 ткацких станков, за которыми трудились мужчины, женщины и дети от 10 лет.
В 1859 году император Александр II приказал закрыть казенную суконную фабрику. Он считал, что производство сукна в государственных масштабах нерентабельно, что таким производством должны заниматься частные лица. Содержать такое большое предприятие стало не выгодным, потому что как раз в этот период развитие производства и техники стало автоматизированным. В 1850-х годах каждый четырнадцатый солдат русской армии был одет в мундир производства Павловской суконной фабрики.
В 1877 году в зданиях фабрики стали располагаться штаб и батареи 3-й артиллерийской бригады. Спустя время здесь начали базироваться части 2-й гренадерской артиллерийской бригады. В 1906 году был построен храм во имя Архангела Михаила, который покровительствует военным. Позже здесь в зданиях казарм появился артиллерийский склад и советская воинская часть. В 1921 году в здания казарм был переведен Московский арсенал. Среди корпусов есть здание бывшего офицерского собрания, которое связано с именем Ивана Павловича Чехова — брата Антона Чехова.
В наше время архитектурный комплекс находится в полуразрушенном состоянии — с 2015 года на его территории было 7 пожаров.